# Commandant Teste
«Командан Тест» (фр. Commandant Teste) — французький гідроавіаносець 1930-1940-х років.

## Історія створення
Гідроавіаносець «Командан Тест» був закладений 9 вересня 1927 року на верфі «Forges et Chantiers de la Gironde» (Лормон, департамент Жиронда). Спущений на воду 12 квітня 1929 року, вступив у стрій 18 квітня 1932 року. Свою назву отримав на честь Поля Теста (фр. Paul Marcel Teste), французького пілота, учасника Першої світової війни, піонера французької гідроавіації.

## Конструкція
«Командан Тест» будувався як авіатранспорт та плавуча ремонтна база для гідролітаків, розміщених на крейсерах та авіаносцях. Корабель був обладнаний ангаром розмірами 84 x 27×7 м, ворота якого відкривались на кормову палубу. Для запуску літаків служили 4 катапульти. 4 крани піднімали літаки з ангара на катапультну палубу. Корабель міг випустити всі свої 26 літаків за 25-30 хв.
Для прийому літаків служили 4 крани, які піднімали літаки з води, а також 5-й кран, який піднімав літаки з тенту, який буксирувався позаду корабля.
Енергетична установка складалась з 2 парових турбін «Schneider-Zoelly» потужністю 23 230 к.с., для яких виробляли пару 4 водотрубні котли — 2 вугільні та 2 нафтові.
Бронювання становило 60 мм по поясу та 36 мм — палуба.
Озброєння складалось з 8 100-мм гармат, 8 37-мм зенітних гармат та 6 спарених 13,2-мм зенітних кулеметів.

### Авіагрупа
На авіаносці планувалось розміщувати морський варіант бомбардувальника Farman F.60 Goliath, але він застарів на момент вводу корабля у стрій. З 1932 року на авіаносці нетривалий час розміщувались біплани Levasseur PL.14, які у 1934 році були замінені бомбардувальниками Levasseur PL.15, у 1939 році — монопланами Latécoère 298.
Розвідувальна ескадрилья спочатку складалась з літаків Gourdou-Leseurre GL-810, які у 1933 році замінили на Gourdou-Leseurre GL-811. У 1936 році їм на зміну прийшли Gourdou-Leseurre GL-813 та літаючі човни Loire 130.

## Історія служби
Після вступу у стрій «Командан Тест» ніс службу у Французькій середземноморській ескадрі (фр. CECMED, Commandant en chef pour la Méditerranée).
З 1937 року базувався в Орані для захисту торгового мореплавства під час громадянської війни в Іспанії. З початком Другої світової війни використовувався як авіатранспорт між Північною Африкою та Францією.
Після капітуляції Франції у липні 1940 року, перебуваючи в Орані, був атакований британським флотом, але не зазнав пошкоджень та у жовтні того ж року повернувся до Тулону, де був роззброєний та використовувався як навчальний корабель.
Після того, як почалась висадка союзників у Французькій Північній Африці, німці окупували територію Франції, яку контролював режим Віші.
Щоб не допустити потрапляння залишків французького флоту в руки німців, 27 листопада 1942 року він був затоплений французами.
У травні 1943 року корабель був піднятий італійцями, але у вересні того ж року був конфіскований німцями. 18 серпня 1944 року був знову потоплений внаслідок нальоту авіації союзників.
У лютому 1945 року корабель знову був піднятий. Планувалось зробити з нього навчальний авіаносець або транспортний корабель, але ці плани не були реалізовані. У 1950 році корабель був проданий на злам.